# Kauli Vaast
Kauli Vaast (n. 26 februarie 2002, Vairao⁠(d), Franța de peste mări, Franța) este un surfer ce a reprezentat Franța, medaliat olimpic. A participat la o ediție a Jocurilor Olimpice (2024) în care a câștigat o medalie de aur.

## Participări
Lista de mai jos prezintă principalele competiții la care a participat Kauli Vaast de-a lungul carierei.
- Surfing la Jocurile Olimpice de vară din 2024 - shortboard masculin[2]